# G-TV
Der Kanal Games Television (G-TV) war ein deutschsprachiger und in Deutschland zugelassener 24-Stunden Spartensender mit dem Themenschwerpunkt elektronische PC- und Computerspiele. G-TV berichtete in seinem Programm über Neuheiten aus dem Bereich Computer-Entertainment. Grundlage der Berichterstattung bildeten alle gängigen Spielsysteme sowie der PC. In thematisch abgestimmten Formaten präsentierte der Sender News, Magazine und Reportagen sowie Bereiche des „E-Sports“.

## Geschichte
Games Television gehörte zum Contento-Digitalbouquet und erhielt seine rundfunkrechtliche Zulassung am 25. März 2004 durch die Landesanstalt für Kommunikation (LfK), Stuttgart. Die Zulassungsdauer betrug 8 Jahre, d. h. vom 1. April 2004 bis 31. März 2012. Ursprünglich lautete der Name des Senders "Powerplay", sendete darunter aber nie - trotz Zulassung unter diesem Titel.
Vom 24. September 2004 an (zu Sendebeginn) wurde der Kanal im digitalen Programmpaket Kabel Digital HOME der Kabel Deutschland GmbH verbreitet. Der Senderclaim lautete: Games Television - Entergaming.

### Gesellschafterstruktur
Am Veranstalter waren beteiligt:
- 92,0 % Cuneo AG, München
- 5,0 % Christian Unterseer
- 3,0 % Raimund Zeitler

### Kooperation
G-TV kooperierte mit der Electronic Sports League (ESL). Auf der offiziellen Homepage von G-TV hieß es: "Die ESL in ihrer Funktion als Ausrichter von E-Sports Veranstaltungen ist mit knapp 400.000 registrierten Spielern die mit Abstand größte online Liga für Computerspieler in Europa. Über 1.200 Matches pro Tag zeigen die Akzeptanz für elektronische Spiele".  

### Empfang
G-TV war bis zum 31. Oktober 2007 im Kabel im Rahmen der Programmbouquets von Kabel Baden-Württemberg, Kabel Deutschland, Alice und T-HOME zu empfangen.

## Besatzung
- Marc Robert (War zu sehen bei Scannings, Gamestyles und GamesTelevision News. Zu hören bei Top 20 Games und Scanings. Zuständig für Moderation von GamesTelevision News.)
- Alexander Endl (War zu hören bei Scannings und Top 20 Games. War zuständig für die Kamera.)
- Alexander Brutscher (War zu sehen bei Gamestyles und Scannings. War zu hören bei Scannings und Top 20 Games)
- Maximilian Klopsch (War zu sehen bei Incoming, Beyond Gaming. War zu hören bei Top 20 Games)
- Karolina Horster (War zu sehen bei Incoming)
- Monika Pflüger (War zu sehen bei Incoming)
- Florian Bechler (War zu hören bei Scannings und Top 20 Games. War zuständig für Programmleitung.)
- David Wynands (War zuständig für Technik)
- Carlos von Farkas (War zu sehen bei Scannings und Gamestyles. War zu hören bei Top 20 Games und Scannings)
- Christiane Imdahl (War ehemals bei GIGA TV)